# Кројцебра
Кројцебра (њем. Kreuzebra) општина је у њемачкој савезној држави Тирингија. Једно је од 89 општинских средишта округа Ајхсфелд. Према процјени из 2010. у општини је живјело 802 становника. Посједује регионалну шифру (AGS) 16061061.

## Географски и демографски подаци
Кројцебра се налази у савезној држави Тирингија у округу Ајхсфелд. Општина се налази на надморској висини од 420 метара. Површина општине износи 13,0 km². У самом мјесту је, према процјени из 2010. године, живјело 802 становника. Просјечна густина становништва износи 62 становника/km².

## Међународна сарадња
| Мјесто       | Држава               | Врста сарадње | Од    |
| ------------ | -------------------- | ------------- | ----- |
|              | Француска            | пријатељство  | 1991. |
| Ајуд         | Румунија             | партнерство   | 1993. |
| Мезекеведешд | Мађарска             | пријатељство  | 1992. |
| Чедар        | Уједињено Краљевство | пријатељство  | 1993. |
| Извор        |                      |               |       |